# 実相寺昭雄監督作品ウルトラマン
『実相寺昭雄監督作品 ウルトラマン』（じっそうじあきおかんとくさくひん ウルトラマン）とは1979年3月17日公開にされた映画。単に『ウルトラマン』と表記されることもある。

## 概要
特撮テレビ番組『ウルトラマン』のエピソードのうち、実相寺昭雄によって演出された回をオムニバス風に再編集した映画。第三次ウルトラブームに際し、『ザ☆ウルトラマン』の放送に先駆ける形で公開された。東京・大阪地区以外では『ウルトラ6兄弟VS怪獣軍団』と同時上映された。
内容は第15、22、23、34、35話を元にしており、ウルトラマンがほとんど登場しない第14話「真珠貝防衛指令」の内容は含まれない。
さらに「怪獣無法地帯」、「科特隊宇宙へ」、「怪獣殿下」での戦闘シーンがウルトラマンの回想という形で挿入されている。これは、実相寺の監督作品では、ウルトラマンがスペシウム光線などの技を使用していないためと思われる。
新撮シーンとしてマットアートのアニメでビートルの飛行シーンが追加された。この場面では、テレビ番組の放送当時には存在しなかった新宿の高層ビルのシルエットが描かれるが、これは『ウルトラマン』の舞台が近未来であるためである。
浦野光によるナレーションも新規に収録された。
劇伴には宮内國郎のアルバム『交響詩 ウルトラマン』および『交響組曲 恐竜』の楽曲を使用している。
本作品はウルトラ映画作品としては初めて松竹配給で公開された作品である。それまでのウルトラ映画は主に東宝から配給されたが、本作品以降のウルトラ映画作品は『ウルトラマンUSA』、『ウルトラマンティガ THE FINAL ODYSSEY』、『大怪獣バトル ウルトラ銀河伝説 THE MOVIE』、『シン・ウルトラマン』を除いてすべて松竹配給である。
本作品のオープニングは、ささきいさおの「ウルトラマンの歌」が流れる中、ウルトラマンの解剖図やビートルの設計図や本部の図解が流され間奏で浦野のナレーションが挿入されるというものだった。

## キャスト
- ムラマツ隊長 - 小林昭二
- ハヤタ隊員 - 黒部進
- アラシ隊員 - 毒蝮三太夫
- イデ隊員 - 二瓶正也
- フジ・アキコ隊員 - 桜井浩子
- 土管の持ち主 - 原保美
- 鳩を逃がす少年・アキラ - 吉野謙二郎
- 月ロケットセンター所長 - 永井秀明
- 月ロケットセンター所員 - 奥野匡
- 福山博士 - 福田善之
- ナレーター - 浦野光

- ウルトラマン - 古谷敏

## スタッフ
- 制作 - 円谷皐
- 監修 - 円谷英二
- 脚本 - 佐々木守
- 特殊技術 - 高野宏一
- 総編集 - 浦岡敬一
- 撮影 - 中堀正夫
- 美術 - 池谷仙克
- 音楽 - 宮内國郎
- 照明 - 佐藤浩
- 録音 - 堀内戦治
- 音響効果 - 小森護雄
- 監督補 - 下村善二
- 協力 - コダイグループ
- 製作協力 - 円谷エンタープライズ
- 監督 - 実相寺昭雄[7]

## 登場怪獣・宇宙人
- 二次元怪獣ガヴァドン
- 地底怪獣テレスドン[8]
- 棲星怪獣ジャミラ[9]
- メガトン怪獣スカイドン
- 亡霊怪獣シーボーズ
- 凶悪地底怪人 地底人

### 回想シーンでの登場
- どくろ怪獣レッドキング（初代）
- 宇宙忍者バルタン星人（二代目）
- 古代怪獣ゴモラ

## 主題歌
「ウルトラマンの歌」
作詞 - 東京一 / 作曲 - 宮内國郎 / 編曲 - 高田弘 / 歌 - ささきいさお、コロムビアゆりかご会
次回作『ウルトラマン怪獣大決戦』の予告編に使用された他、ビデオ『ウルトラビッグファイト増刊号 ウルトラファミリー大集合!』と『ウルトラビッグファイト増刊号 激闘!ウルトラファミリー』でオープニングテーマとして流用された。

## 挿入曲
「ディスコ ウルトラマン」
作曲 - 宮内國郎 / 演奏 - ロサンゼルス・ウルトラ・バンド

## 映像ソフト化
- シリーズ40周年と『ウルトラマンメビウス&ウルトラ兄弟』の公開を記念し、2006年9月13日にDVDが発売された。
- シリーズ45周年を記念した「ウルトラシリーズ45周年記念 メモリアルムービーコレクション 1966-1984 DVD-BOX」に収録され、2011年3月25日に発売された。

## テレビ放送
- 公開されてから9ヶ月半後の1980年1月3日に、TBSにて9:00 - 10:30枠で放送された[11]。
- 1983年7月27日には日本テレビ系『水曜ロードショー』で夏休み特別企画として放送された。
- 2018年3月3日にはKBS京都『ウルトラマン劇場』にて放送[12]。
- CS放送ではキッズステーション、ファミリー劇場、映画・チャンネルNECOなどで放送されたことがある。